# Reino Sanui

Reino Sanui (Sanwi) é uma monarquia tradicional e subnacional localizado no sudeste da Costa do Marfim na África. Foi estabelecido em 1740 por aguis migrantes de Gana. Em 1843 o reino tornou-se um protetorado da França. Em 1959 fundiu-se com a Costa do Marfim.

## História

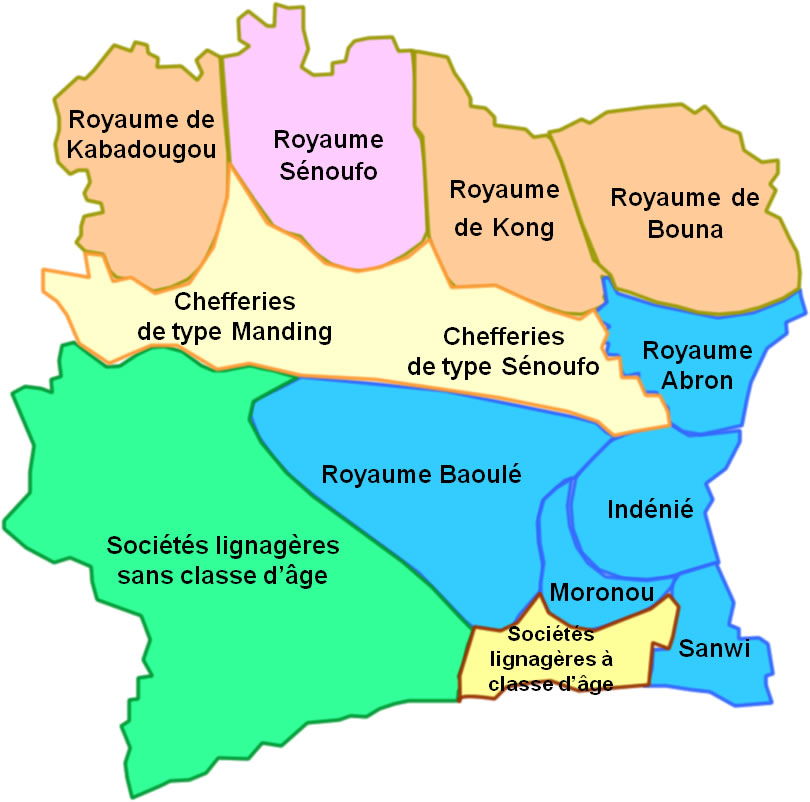
Localização do Reino Sanui entre os reinos pré-coloniais da atual Costa do Marfim

O núcleo original deste povo é em Gana, onde os conflitos entre Opoku Warreh (axântis) e eles (agui) criaram a razāo para uma partida para a Costa do Marfim. Amalaman Anoh, primeiro rei do reino de Sanui, liderou o agui em estabelecer-se em Diby na região de Aboisso. Surgiu então uma guerra de liderança entre o agui e o aguas, os primeiros ocupantes do local. Depois de sua vitória, o agui se estabeleceu na região de 'Ciman' um vale coroado por colinas. Para que em tempo de guerra, o inimigo não consiga atingir o lugar. Aponte sempre em busca de novas terras, Aka Essoin, o capanga do rei Amalaman notável Anoh e poderoso, responsável pela expansão do reino, mão na conquista de novas terras mais adequado. É nessa busca que Aka Essoin descobriu uma grande árvore, uma cereja: o Krindjabo atrás do rio Bia. Para chegar ao local, primeiro deve atravessar a Bia, nadando. Sabendo a salvo de possíveis ataques do inimigo, o povo agui Krindja "Krindjabo" língua agui. E, graças a Aka Essoin, que tem o poder de se transformar em animais ferozes, especialmente o elefante. Krindjabo, a capital do reino Sanui é bem fundada, antes da chegada do homem branco. Costa do Marfim: Sanui Aboisso é o berço do reino mais antigo e mais poderoso da história da Costa do Marfim. A primeira tarefa Em todo o país agui Envolve 2 viagem (Mission Treich Laplène (1887-1889) resultou em qui Tratados com Sanui para Krindjabo (Aboisso) com Bettie e Indenie (Abengourou). No Norte, os tratados foram assinados com Bonducu do Império de Congue e Dabacala de Louis-Gustave Binger em 1889.

## Monarcas
Os principais monarcas que reinaram em Sanui foram :
Zena : Reinou por volta de 1687 e faz contato com a Companhia da Guiné.
Akasini : Sucessor de Zena, reina por volta de 1700, durante o retorno de Louis Aniaba a Assinie.
Amalaman Anoh : Após a fundação de Krindjabo, Amalaman Anoh governou o trono por um longo tempo. Ele morreu no trono. Depois dele, Amondouffou Kpangni (o grande) substituiu-o. Então ele também morreu, dando lugar a Amondouffou Koutoua (a criança) ou Amondouffou II. Na constituição do reino Sanui, o rei reina para a vida. Mas em caso de má administração, ele pode ser dispensado.
Amon N'douffou II : Foi durante o reinado de Amondouffou que os primeiros europeus chegaram à Costa do Marfim. É o primeiro rei a assinar um tratado com eles e estabeleceu a atual organização do Reino Sanui. Sob o seu reinado, a mãe-rainha Malan Alloua recusou-se a permitir que os brancos se instalassem em Krindjabo. Porque ela os achava pálidos e não podia viver com eles. Ela mostrou a eles um lugar cheio de pedras, Ebouesso (na pedra), nome que após ser corrompido resultara na atual cidade de Aboisso.
Kodja Assi Reis, Kodjo Adou, Amon Koutoua e Koua Malan : Kodja Assi foi o primeiro dos reis deposto do Reino Sanui. Ele foi demitido por má administração. Seu sucessor, Kodjo Adou, governou por seis anos, antes de experimentar o mesmo destino que seu antecessor. Durante o reinado do rei Amon Koutoua, houve também um problema de má administração forçando o rei a abdicar. Depois que o cargo ficou vago por dez anos, na verdade, aquele que havia sido escolhido não havia sido aceito pelo povo. Ele era o filho do anterior e como ele era alfabetizado, ele foi responsável antes da remoção de seu pai para interpretar as mensagens dos brancos para os reis e vice-versa. Mas, não sendo fluente na língua francesa, ele não traduzia fielmente as mensagens. Isso lhe valeu uma recusa categórica ao trono, que foi promovido a ele. Após esses 10 anos de vazio, Koua Malan subiu ao trono. Ele reinou por sete anos, antes de ser demitido por má administração.
Amon N'douffou III : Após a série dos reis deposto, chegou ao trono Kakou Andoh. Ele tomou o nome de reinado de Amondouffou III. Foi considerado muito bom rei, ele reinou por um longo tempo. De acordo com vários testemunhos, ele teve o mais longo reinado da história do Reino Sanui.
Amon N'douffou IV : Com a morte de Amondouffou III, Kassy Anzian Paul foi direto ao trono sagrado. Ele reinou de 1985 a 2002. Um rei há muito contestado, ele havia sido rejeitado pelo falecido Presidente Félix Houphouet-Boigny, que duvidava de sua moralidade e de suas origens. É mais tarde que este ex-capitão da aviação civil será revelado ao público em geral. Dizia-se dele que ele era um mau rei, já que ele levava toda a sua riqueza para Gana, de onde ele seria. Somado a isso, o descumprimento das leis que ele havia criado. Após 17 anos de reinando sobre o povo Sanui, a demissão de Amondufu IV era iminente e sem apelo. O impeachment que havia sido premeditado duas vezes, sem sucesso, acabou se tornando realidade, em uma noite de agosto de 2002. O rei havia abdicado.

### O atual monarca

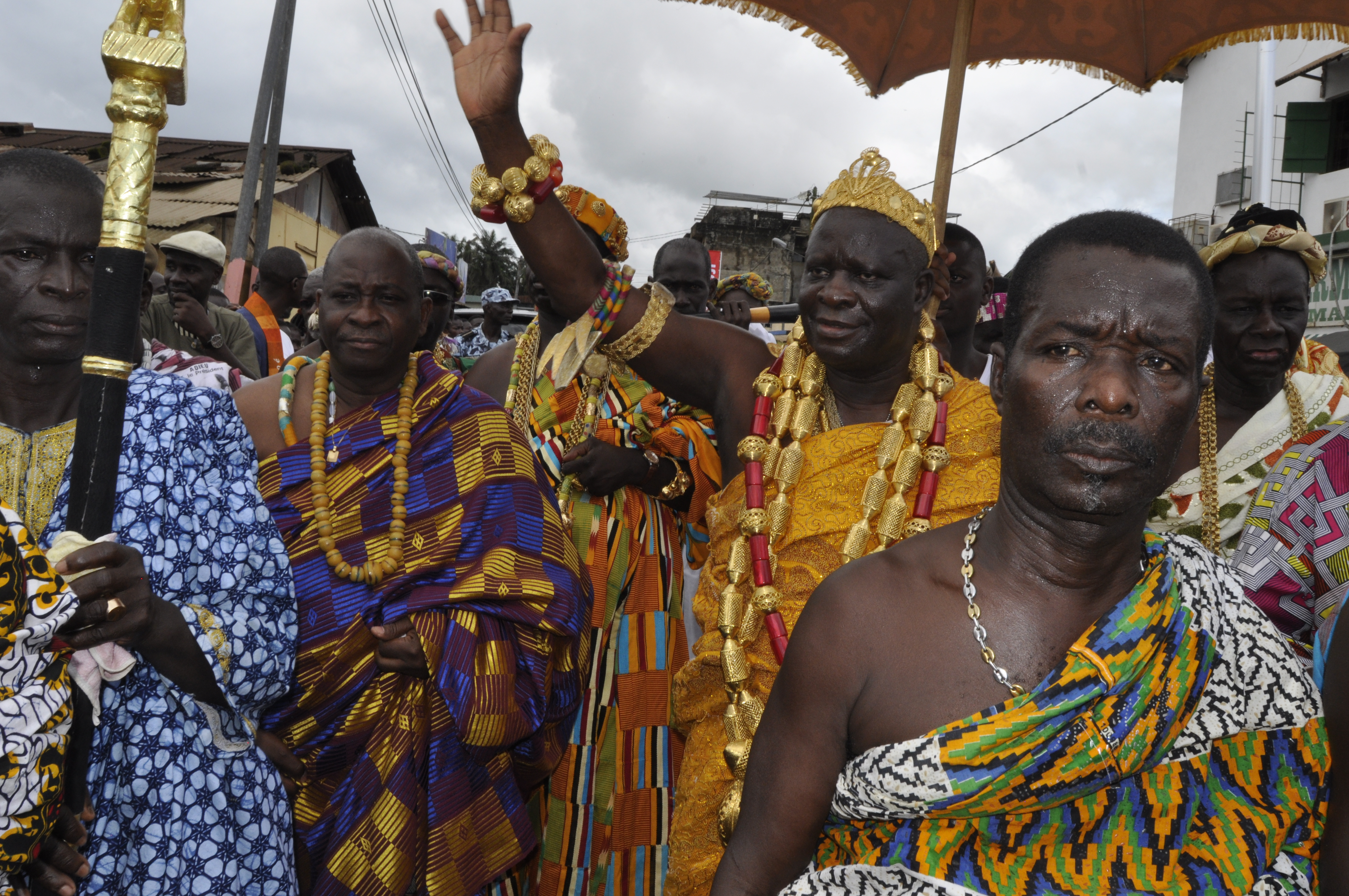
Amon (rei) de Sanui em evento público

O residente e empresário de Bouake, Enan Eboua Kutwa Francis, se tornou Amon N’douffou V após os acontecimentos de Agosto de 2002 (a dramática abdicaçāo de Amondouffou IV). No Reino Sanui, sucessores ao trono não deve estar perto do reino. Então, sua posição de "filho pródigo" e, além disso, da linhagem dos Reis, convenceu os guardiões da tradição, de sua escolha para o trono sagrado. Assim, ele foi feito rei de Sanui por uma entronização que durou três dias (5, 6 e 7 de agosto de 2005), conforme exigido pela tradição.

## Geografia

O Reino de Sanui praticamente coexiste com a região provincial de Sud-Comoé na Costa do Marfim, porém enquanto a capital real se localiza em Krindjabo a capital da província se situa em Aboisso. O reino se insere em um espaço geográfico de 6.500 km quadrados, sendo 1/7 desse lagos e rios.
O Reino Sanui é apresentado como um conjunto de colinas e vales, subdividido em três áreas específicas:
uma zona costeira, arenosa e feita de mangues: abrange os municípios de Adjouan, no sul do cantão Affema;
uma área florestal de leste a oeste e norte.
O Reino Sanui tem uma das maiores chuvas na Costa do Marfim, com chuvas anuais superiores a 1.600 mm . Esta característica geográfica tem favorecido grandemente o desenvolvimento excepcional de culturas industriais (borracha, café, cacau, banana, dendê, abacaxi, etc.) e alimentos (arroz, taro, banana, banana, mandioca, etc.).
Economia
Do ponto de vista econômico, são as atividades agroindustriais que superam de longe, na verdade, é conhecida por sua produção de óleo de palma (cerca de 20% da produção nacional).
Cantões
O reino Sanui é subdividido em seis cantões que são:
Adjacente: Ele desempenha o papel de educador e treinador dos candidatos ao trono dos Sanui; ensina o futuro rei em princípio seu papel no trono, suas relações com seu povo, as principais famílias que compõem seu povo, os povos e as fronteiras territoriais de seu reino. Ele também ensina sobre alianças com outros povos. Devido à sua localização geográfica (em uma colina com vista para a lagoa Aby, com uma visão ampla de todo o reino), cantão de Adjouan é um paraíso para os príncipes herdeiros privilegiados em caso de ataque ou invasão do reino um inimigo É de lá que os príncipes herdam o trono em direção a Krindjabo. Adjouan era também um lugar de alta cultura onde os casamentos dos membros da família real eram celebrados.
Assouba: Tradicionalmente chamado de frente. É este cantão que valida e confirma a escolha do rei de maneira colegial para o conjunto das cabeças dos cantões. Lá a cerimônia de entronização do novo rei é conduzida e conduzida. Assouba tem os privilégios de alta jurisdição e ao mesmo tempo desempenha o papel do Supremo Tribunal e do Conselho Constitucional.
Krindjabo: É onde o domicílio oficial do rei é, é a capital do reino. Segundo os críticos, seu papel como residência "simples" do rei parece relegar seu título "soberano".
Assinie: Quando o rei quer descansar, Assinie tem a tarefa de recebê-lo. Este cantão serve como um lugar para receber o rei para seus encontros discretos, com seus amantes, por exemplo.
Kouakro e Ayamé: (Este último representa a ala esquerda do reino, originalmente chamado Djandji). Ambos têm no papel para defender e proteger as fronteiras do reino para evitar incursões inimigas. Eles são ajudados por Adaou, uma aldeia no cantão de Assouba

## Coroação do Michael Jackson
O reino recebeu atenção internacional após Michael Jackson, cujos antepassados são da etnia agui Sanui, ao visitar Krinjabo no ano de 1992 ser coroado príncipe do Reino Sanui em uma cerimonia honorífica . Após a morte do cantor pop o título de dignidade real foi herdado pelo pastor americano e ex-candidato presidencial Jackson Jesse que foi homenageado em uma cerimônia com Amon N'Douffou V 

## Ver Também
Costa do Marfim
Amon N’Douffou V
Sud-Comoé
Aboisso
Krinjabo
Michael Jackson